# (5025) Mécistée
(5025) Mécistée, désignation internationale (5025) Mecisteus, est un astéroïde de type C, troyen de Jupiter dans le camp grec, d'un diamètre d'environ 50 km.
Il a été découvert le 5 octobre 1986 par l'astronome slovaque Milan Antal. 